# Pavetta sparsipila
Pavetta sparsipila är en måreväxtart som beskrevs av Cornelis Eliza Bertus Bremekamp. Pavetta sparsipila ingår i släktet Pavetta och familjen måreväxter. IUCN kategoriserar arten globalt som sårbar. Inga underarter finns listade i Catalogue of Life.